# Bořivoj II de Bohemia
Bořivoj II (también Borivoj o Borivoi) (1064-2 de febrero de 1124) fue duque de Bohemia entre el 25 de diciembre de 1100 y mayo de 1107, y entre diciembre de 1117 y el 16 de agosto de 1120. Era medio hermano menor y sucesor de Bratislao II.
Tuvo enfrentamientos en un principio con el duque Oldrich de Brno, su primo, que había recobrado un baluarte confiscado originariamente a su padre. A este enfrentamiento siguió una guerra civil. Oldrich tenía la intención de reconocer la soberanía del emperador Enrique IV y ganar así su apoyo, pero Bořivoj ya había sido confirmado por el propio emperador. Oldrich fue forzado a huir a Moravia.
En 1102 murió Vladislao I Herman, duque de Polonia. Se inició una lucha en Polonia por la sucesión, con Bořivoj y su primo Svatopluk apoyando a Zbigniew contra el heredero legítimo Boleslao. Boleslao, sin embargo, sobornó a Bořivoj, y este se retiró del conflicto. Svatopluk, furioso, desertó, llevándose con él a un gran número de nobles bohemios. Intentó inducir a Colomán de Hungría a que guerreara contra Bořivoj, pero no lo consiguió hasta 1107. En ese año, el hermano menor de Bořivoj, Ladislao, se rebeló y, con la ayuda de Colomán, tomó Praga. Svatopluk, que hacía poco tiempo había capturado a Bořivoj, aunque se había visto obligado a soltarlo por la presión del emperador Enrique V, fue proclamado rey.
Bořivoj atacó en 1108 con la ayuda de Boleslao y Colomán, al que Svatopluk y Enrique estaban atacando unidos en Hungría. Svatopluk fue retirado para rechazarlo, y pronto el emperador invadió Polonia. Svatopluk fue asesinado en esta campaña por los seguidores de Bořivoj, pero este no pudo recobrar el trono, que fue para Ladislao. En 1117, los hermanos se reconciliaron y gobernaron el ducado conjuntamente (aunque por separado) hasta 1120, cuando un nuevo desacuerdo llevó a que Bořivoj se fuera a Hungría, donde murió el 2 de febrero de 1124.